# León Ortiz de Rozas
León Ortiz de Rozas y de la Cuadra (Buenos Aires, 11 de abril de 1760-Buenos Aires, 15 de agosto de 1839) fue un militar español, comandante en las expediciones contra pueblos originarios durante el Virreinato del Río de la Plata, especialmente conocido como el padre de Juan Manuel de Rosas.

## Biografía
Nació en Buenos Aires, del Capitán Domingo Ortiz de Rozas y Rodillo y Catalina de La Cuadra. En 1767 inició su carrera militar como cadete de Infantería, sirviendo luego en la compañía de granaderos con el rango de subteniente. El 18 de marzo de 1789 fue promovido a teniente, y en 1801 a capitán. Ortiz de Rozas fue tomado prisionero por los indios el 26 de enero de 1785, siendo liberado el 16 de septiembre de 1786.
Como no concurriera a la defensa de Buenos Aires en la primera invasión inglesa del Río de la Plata fue obligado a renunciar.
El 30 de septiembre de 1790 se casó en Buenos Aires con Agustina López de Osornio, hija del estanciero Clemente López de Osornio y María Manuela de Rubio. Tuvieron doce hijos: Juan Manuel, María Dominga, Gregoria, Andrea Mercedes, Prudencio, Gervasio José, María, Juana, Benigno, Manuela, Dominga Mercedes y Martina Agustina.
Falleció el 15 de agosto de 1839 en Buenos Aires